# Xã Lincoln, Quận Grant, Kansas
Xã Lincoln (tiếng Anh: Lincoln Township) là một xã thuộc quận Grant, tiểu bang Kansas, Hoa Kỳ. Năm 2010, dân số của xã này là 7.102 người.